# Epitaph (film)
Epitaph (koreanska: 기담/奇談 Gidam) är en sydkoreansk skräckfilm från 2007 i regi av bröderna Jung Sik och Jung Beom-sik. Filmen hade premiär i Sydkorea den 1 augusti 2007.

## Handling
Filmens första del fokuserar på professorn Jung Namn som en dag 1979 finner ett gammalt fotoalbum som väcker minnen till liv. Efter det förflyttas handlingen 37 år bakåt i tiden till 1942 mitt under Andra världskriget då Nam var en ung läkarstudent stationerad vid sjukhuset i Ansaeng som kontrolleras av japanska trupper. Under tiden vid Ansaen begår hans fästmö självmord och mystiska händelser börja ske runtomkring sjukhuset.

### Filmens 3 episoder
Första delen fokuserar helt på Jung Nam som finner ett kvinnligt lik i bårhuset som han blir förälskad i (detta kort efter att han underrättats om fästmöns tragiska bortgång). Han har svårt att släppa tankarna på den döda kvinnan och kan inte tänka på annat.
Andra delen handlar om den lilla flickan Asako som hemsöks om nätterna av hennes mor som omkommit i en trafikolycka tillsammans med hennes japanske styvfar.
Tredje avslutande delen handlar om en okänd mördare som en efter en tar livet av de japanska soldaterna runtomkring sjukhuset.

## Skådespelare och filmteam
- Mu-sung Jeon: Professor Park Jung Nam
- Jin Ku: Park Jung Nam (1942)
- Ju Yeon Ku: Asako
- Kim Bo Kyung: Doktor In Young
- Kim Tae Woo: Dong Won

mfl
- Regi: Jung Sik, Jung-Beom sik
- Manus: Jung Sik, Jung-Beom Sik

- Produktionsbolag: Dorothy Film
- Speltid: 98 minuter

## Mottagande och utmärkelser
Filmen har på håll liknats vid en annan av Sydkoreas stora skräckfilmer, A Tale of Two Sisters tack vare det psykologiska dramat men har även klassats som inte enbart en av de bästa koreanska skräckfilmerna som kommit de senaste åren utan även generellt som ett stort verk inom skräckgenre.
Filmens produktionsdesigners Min-bok Lee och Yu-jeong kim fick en nominering vid 2008 års Asian film awards. Som ett led i att skapa en "äldre känsla" använde filmteamet bland annat 16 mm-kameror under inspelningen.

## Budget och intäkter
Filmens budget låg på ca 2,8 miljoner dollar och den har spelat in drygt 4,4 miljoner dollar.

## DVD
Epitaph har bland annat släppts på DVD av amerikanska bolaget Danger after dark.